# Альянс за Швецию
Альянс за Швецию (швед. Allians för Sverige) — политическая коалиция 4 правоцентристских партий в Швеции, существовавшая в период с 2004 по 2019 год. Создав коалицию, правоцентристы сумели победить на парламентских выборах 17 сентября 2006 года и сформировали правительство. 
На выборах 19 сентября 2010 года Альянс впервые в своей истории одержал вторую победу подряд, хотя и не сумел из-за успеха националистической партии Шведские демократы получить абсолютное большинство мест в Риксдаге.
По итогам выборов 2014 года партии Альянса вместе получили 141 место в Риксдаге, уступив Красно-зелёным (Социал-демократы, Партия зелёных, Левая партия), получивших 159 мест, Альянс перешёл в оппозицию.  
На парламентских выборах в 2018 году Альянс получил 143 места, что на одно место меньше чем у коалиции левых партий. 
11 января 2019 года Альянс прекратил своё существование, в связи с тем, что Партия Центра и «Либералы» заключили соглашение с социал-демократами, которые обязались выполнить ряд требований этих партий, в обмен на поддержку ими социал-демократического правительства. Две другие партии Альянса: Умеренная коалиционная партия и «Христианские демократы» выступили против соглашения.

## Члены альянса
- Умеренная коалиционная партия — либерально-консервативная
- Партия Центра — аграрная, либеральная
- Либералы — либеральная
- Христианские демократы — христианско-демократическая, консервативная

## Выборы 17 сентября 2006 года[1]
- Умеренная коалиционная партия — получила 97 мест (26,23% голосов).
- Партия Центра — 29 мест (7,88%).
- Народная партия — либералы — 28 мест (7,54%).
- Христианские демократы — 24 места (6,59%).

Всего Альянс получил 178 мест из 349 мест в Риксдаге (51% всех мест в парламенте).

## Выборы 19 сентября 2010 года[2]
- Умеренная коалиционная партия — получила 107 мест (30,0% голосов).
- Народная партия — либералы — 24 места (7,1%).
- Партия Центра — 22 места (6,6%).
- Христианские демократы — 19 мест (5,6%).

Всего Альянс получил 172 мест из 349 мест в Риксдаге (49,28% всех мест в парламенте).

## Выборы 14 сентября 2014 года[3]
- Умеренная коалиционная партия — получила 84 мест (23,3% голосов).
- Партия Центра — 22 мест (6,1%).
- Народная партия — либералы — 19 места (5,4%).
- Христианские демократы — 16 мест (4,6%).

Всего Альянс получил 141 мест из 349 мест в Риксдаге (40,4% всех мест в парламенте).

## Выборы 9 сентября 2018 года[4]
- Умеренная коалиционная партия — получила 70 мест (19,8% голосов).
- Партия Центра — 31 место (8,6%).
- Христианские демократы — 22 места (6,3%).
- Либералы — 20 мест (5,5%).

Всего Альянс получил 143 места из 349 мест в Риксдаге (40,2% всех мест в парламенте).